# Vitex panshiniana
Vitex panshiniana là một loài thực vật có hoa trong họ Hoa môi. Loài này được Moldenke miêu tả khoa học đầu tiên năm 1940.